# STS-116
La misión STS-116 se realizó en el mes de diciembre de 2006. El cual llevó el tercer segmento de la Estación Espacial Internacional (EEI), el segmento P5.

## Tripulación
- Mark Polansky (2) – Comandante
- William Oefelein (1) – Piloto
- Robert Curbeam (3) – Especialista de misión
- Joan Higginbotham (1) – Especialista de misión
- Nicholas Patrick (1) – Especialista de misión
- Christer Fuglesang (1) – Especialista de misión ESA

 ( ) El número entre paréntesis indica el número de vuelos completados, incluyendo esta misión
Lanzando la Expedición 14:
- Sunnita Williams (1) – Ingeniero de vuelo

Aterrizando la Expedición 13:
- Thomas Reiter (2) – Ingeniero de vuelo – ESA Alemán

 ( ) El número entre paréntesis indica el número de vuelos completados, incluyendo esta misión

## Parámetros de la misión
- Masa: Por determinar
- Perigeo: Por determinar
- Apogeo: Por determinar
- Inclinación: 51.6° (planeado)
- Período: Por determinar

## Lo más destacado de la misión
- La STS-116 entregó y aseguró el tercer segmento de la EEI, el segmento P5.
- La STS-116 llevó a la Expedición 14 de la estación, a Sunnita Williams y trajo a casa al astronauta de la Expedición 13 Thomas Reiter de la Agencia Espacial Europea ESA (lanzado en la STS-121.

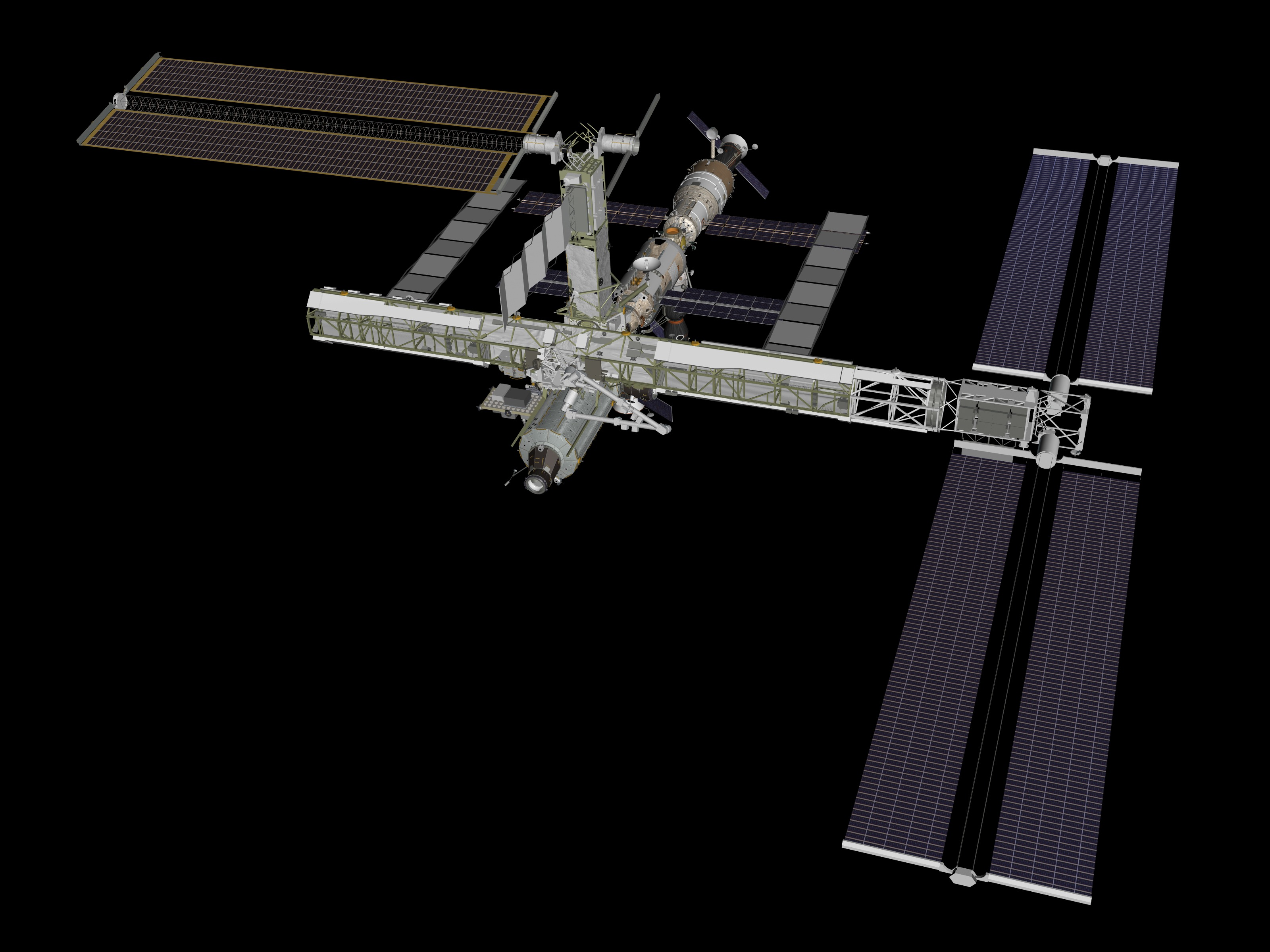
Una imagen computacional de la EEI después de la visita del STS-116.

- Christer Fuglesang es el primer y único astronauta sueco. Esto significa que será el primer astronauta sueco en el espacio, aunque Buzz Aldrin tenga ascendencia sueca. Su vuelo es una rara ocurrencia, ya que volarán dos astronautas de la ESA juntos.
- El tercero de los tres experimentos SPHERES será lanzado hacia la EEI.
- La mayor instalación eléctrica de la EEI será realizada en esta misión para tener en funcionamiento los paneles solares del segmento P4/P5, instalado por la STS-115 en septiembre.
- Fue el último lanzamiento en la plataforma de lanzamiento 39B.Ya que el resto de lanzamientos se realizaron en la 39A

## Carga de la misión
La carga primaria para la misión STS-116 es el segmento metálico de ensamblaje de dos toneladas, denominado P5, que mide 3,3 metros de largo, 4,4 metros de ancho y 3,2 metros de altura de la Estación Espacial Internacional. El transbordador también llevará un módulo Spacehab para reproveer a la estación, también cuatro satélites serán desplegados durante la misión. Estos serán el demostrador de tecnología ANDE para la Fuerza Naval de Estados Unidos, y tres cubesat (RAFT1 y MarsCOM para USNA, y Mepsi-2 para DARPA.) Esta será la primera vez que se lanzan satélites después del desastre del Columbia.

## Antecedentes de la misión
La STS-116 fue planeada (después del retorno al vuelo) para volar el 14 de diciembre del 2006. En septiembre, la NASA anunció que adelantará la fecha de lanzamiento para el 7 de diciembre para darles tiempo a los trabajadores para las fiestas. La nueva, temprana fecha de lanzamiento requiere un lanzamiento nocturno.
Subsecuentemente al accidente del Columbia, la NASA impuso la regla de que los lanzamientos fueran en luz diurna, para que las cámaras pudieran vigilar por si se desprendiera un objeto. Con el rediseño del tanque externo tienen minimizadas las posibilidades de que un objeto se desprendiera, y con la posibilidad de inspeccionar el transbordador en el espacio, la regla de los lanzamientos en luz diurna no es tan necesaria. De hecho, no hay suficientes ventanas de lanzamiento para las próximas misiones en luz diurna para completar la estación espacial en el 2010, así que los lanzamientos nocturnos son inevitables.

## Información sobre los vuelos de contingencia

### STS-301
Esta misión es designada en el caso de que el transbordador espacial Atlantis no pueda regresar a la Tierra durante la misión STS-115. Habría una versión modificada de la misión STS-116, la cual tendría que adelantar la fecha de lanzamiento. Si fuera necesario, el lanzamiento no sería antes del 11 de noviembre del 2006. La tripulación sería de 4 personas:
- Mark Polansky - Comandante y operador primario del Canadarm.
- William Oefelein - Piloto y operador secundario del Canadarm.
- Robert Curbeam - Especialista de misión 1, extravehicular 1.
- Nicholas Patrick - Especialista de misión 2, extravehicular 2.

### STS-317
Si es que el transbordador Discovery sufriera irreparables daños en órbita, y que la tripulación se tuviera que refugiar en la estación espacial y esperar un vuelo de contingencia. La misión STS-317 se asignaría para el transbordador espacial Atlantis. La tripulación para esta misión de rescate serían sólo 4 de las 7 personas de la tripulación.